# Chilam Balam de Tizimín
El Chilam Balam de Tizimín es un manuscrito perteneciente al conjunto de libros llamados Chilam Balam, encontrado en la localidad de Tizimín. Escrito alrededor del año 1629, en idioma maya, relata profecías respecto a predicciones meteorológicas y agrícolas.

## Historia
Fue hallado en Tizimín en el siglo XIX y estuvo en poder del sacerdote Manuel Luciano Pérez, parroco del mismo pueblo. El párroco del lugar lo donó al obispo Crescencio Carrillo y Ancona en 1870, posteriormente fue copiado por Berendt y fue llevado a Estados Unidos junto con el Chilam Balam de Chumayel. La única traducción completa es obra de Maud Worcester Makemson, que lo publicó en 1951 como The Book of the Jaguar Priest.

## Predicciones agrícolas
Las páginas 39 a 41 del manuscrito de Tizimín contienen una tabla de veintiocho entradas, cada una de las cuales representa un año del ciclo juliano. La primera columna de la tabla da el nombre del día español de la semana en que comienza el año, empezando por el domingo. La segunda columna da el cuerpo celeste que rige el año. La tercera columna da el pronóstico para la cosecha de maíz de ese año, que podía ser de tres tipos: gran abundancia, la mitad de la cosecha o hambre. Según la tabla, los años regidos por el Sol, Júpiter y Venus (domingo, jueves y viernes) serían de gran abundancia. Los años regidos por la Luna y Mercurio (lunes y miércoles) serían la mitad de la cosecha. Los años regidos por Marte y Saturno (martes y sábado) serían de hambre.
Las páginas 40 y 41 del manuscrito de Tizimín contienen siete breves profecías para los años que comienzan en jueves, viernes, sábado, martes, miércoles, domingo y lunes, respectivamente. Estas profecías concuerdan con las predicciones de la tabla. Por ejemplo, cuando el año comienza en jueves o viernes, las cosechas de maíz son buenas, pero cuando el año comienza en domingo, el maíz se destruye después de haber sido recogido y almacenado.

## Predicciones meteorológicas
El resto de la página 39 del manuscrito de Tizimín contiene cuatro párrafos cortos. El primero explica la construcción de la tabla de veintiocho entradas. Los otros tres párrafos describen calamidades que les ocurrieron a los mayas en 1628 y 1629. El primer párrafo describe un gran huracán en 1628 que derribó casas y árboles a su paso. El segundo párrafo describe una tormenta similar en 1629 que derribó el maíz maduro en el campo. El tercer párrafo describe un terremoto el 19 de abril de 1629 que provocó un gran temor de que perdieran sus reservas de alimentos.